# Тридеви
Триде́ви (санскр. त्रिदेवी, IAST: tridevī, «три богини») — термин в индуизме, объединяющий трёх богинь, трёх супруг богов Тримурти:

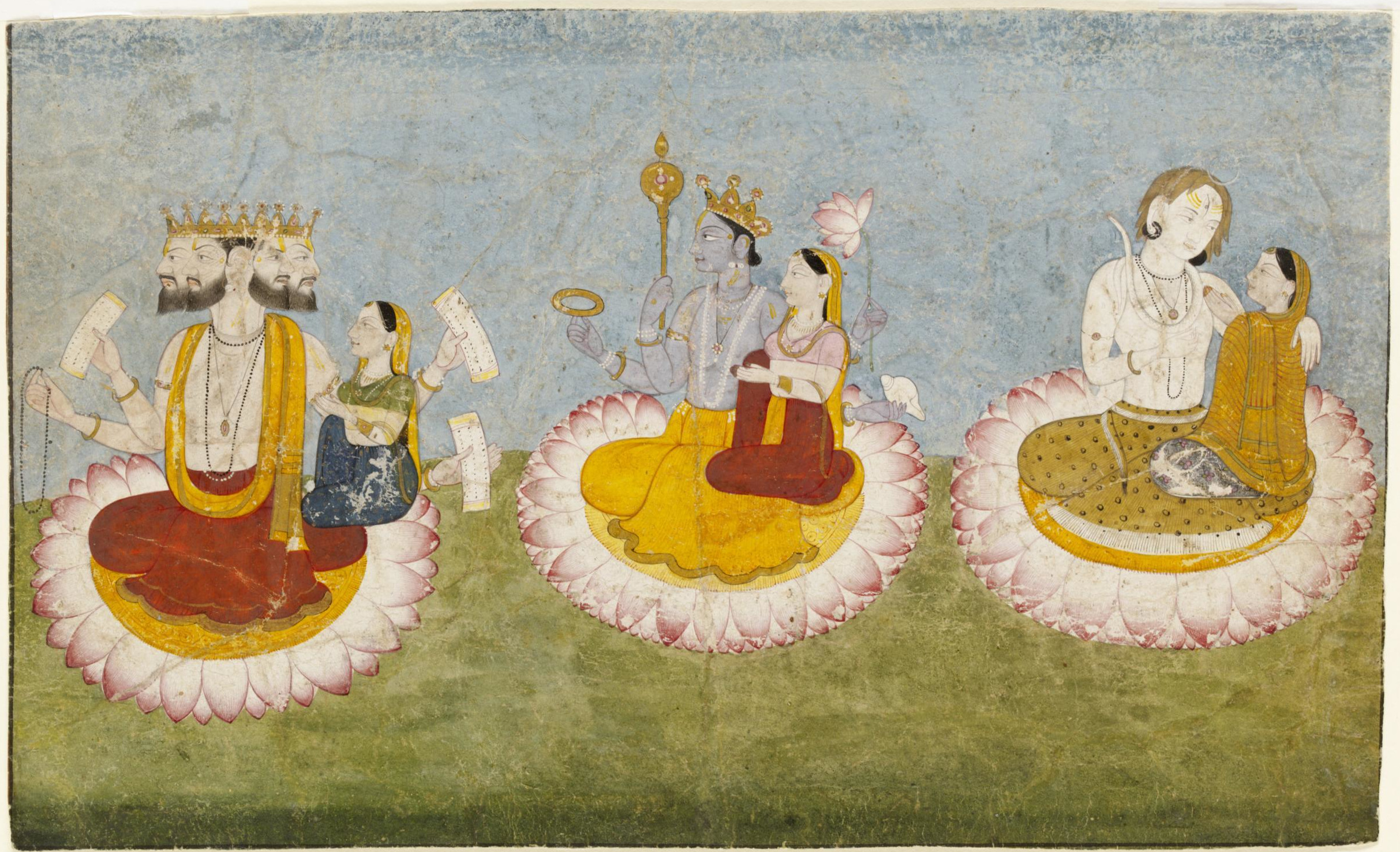
Брахма, Вишну и Шива с супругами (картина ок. 1770 года)

- Сарасвати — богиня мудрости, знания; супруга Брахмы;
- Лакшми — богиня изобилия, процветания, богатства, удачи и счастья; супруга Вишну;
- Парвати (или Дурга) — богиня времени, власти, духовного осознания; супруга Шивы.

Тридеви — женский «аналог» Тримурти: подобно дэвам (богиням) тримурти, эти дэви в разных текстах находятся в определённых соотношениях.
В праздник Наваратри («Девять ночей») Богиня почитается в трёх формах: в течение первых трёх ночей почитают Дурга; Лакшми в четвёртую, пятую и шестую ночи; наконец, Сарасвати — седьмую, восьмую и девятую ночи.
В шактизме Тридеви считаются изначальными формами Махашакти — Махасарасвати, Махалакшми и Махакали, — проявленными в мир и дарованными богам Тримурти как их шакти и супруги.